# P•U•L•S•E (film)
A P•U•L•S•E egy Pink Floyd koncert videó, amit 1994. október 20-án rögzítettek a londoni Earls Courtban a The Division Bell turmén.
A filmet David Mallet rendezte. Az angol nyelvű film először VHS-en jelent meg 1995 júniusában, DVD-n 2006-ban adták ki, számos extrával.

## DVD

### Koncert
1. Shine On You Crazy Diamond (Gilmour/Waters/Wright)
2. Learning to Fly (Gilmour/Moore/Ezrin/Carin)
3. High Hopes (Gilmour/Samson)
4. Take It Back (Gilmour/Ezrin/Samson/Laird-Clowes)
5. Coming Back to Life (Gilmour)
6. Sorrow (Gilmour)
7. Keep Talking (Gilmour/Wright/Samson)
8. Another Brick in the Wall (part 2) (Waters)
9. One of These Days (Gilmour/Mason/Waters/Wright)
10. Speak to Me (Mason)
11. Breathe (Gilmour/Waters/Wright)
12. On the Run (Gilmour/Waters)
13. Time (Gilmour/Mason/Waters/Wright)
14. The Great Gig in the Sky (Wright/Clare Torry)
15. Money (Waters)
16. Us and Them (Waters/Wright)
17. Any Colour You Like (Gilmour/Mason/Wright)
18. Brain Damage (Waters)
19. Eclipse (Waters)
20. Wish You Were Here (Gilmour/Waters)
21. Comfortably Numb (Gilmour/Waters)
22. Run Like Hell (Gilmour/Waters)

### Extrák
Bootleg:
1. What Do You Want from Me (Gilmour/Wright/Samson)
2. On the Turning Away (Gilmour/Moore)
3. Poles Apart (Gilmour/Wright/Samson/Laird-Clowes)
4. Marooned (Wright/Gilmour)

Háttér filmek:
1. Shine On You Crazy Diamond
2. Learning to Fly
3. High Hopes
4. Speak to Me (graphic)
5. On the Run
6. Time (1994)
7. The Great Gig in the Sky (wave)
8. Money (1987)
9. Us and Them (1987)
10. Brain Damage
11. Eclipse
12. Alternatív verziók:
  1. Time (Ian Eames)
  2. Money (Alien)
  3. Speak to Me (1987)
  4. The Great Gig in the Sky (animation)
  5. Us and Them (1994)

Videóklipek: Learning to Fly és Take It Back
A felvételek mögött: Say Goodbye to Life as We Know It
Rock and Roll Hall of Fame beavató ceremónia, USA 1996, a Wish You Were Here című dal Billy Corgan közreműködésével.
Egyéb:
1. Fénykép galéria
2. Albumborítók
3. P•U•L•S•E TV reklám [1995]
4. Turné
5. Útvonal
6. Színpad terv

## VHS
1. Shine On You Crazy Diamond (Waters/Wright/Gilmour)
2. Learning to Fly (Gilmour/Moore/Ezrin/Carin)
3. High Hopes (Gilmour/Samson)
4. Take It Back (Gilmour/Ezrin/Samson/Laird-Clowes)
5. Coming Back to Life (Gilmour)
6. Sorrow (Gilmour)
7. Keep Talking (Gilmour/Wright/Samson)
8. Another Brick in the Wall (Part 2) (Waters)
9. One of These Days (Waters/Wright/Gilmour/Mason)
10. Speak to Me (Mason/Waters)
11. Breathe (Waters/Gilmour/Wright)
12. On the Run (Gilmour/Waters)
13. Time (Mason/Waters/Wright/Gilmour)
14. The Great Gig in the Sky (Wright/Torry)
15. Money (Waters)
16. Us and Them (Waters/Wright)
17. Any Colour You Like (Gilmour/Mason/Wright)
18. Brain Damage (Waters)
19. Eclipse (Waters)
20. Wish You Were Here (Waters/Gilmour)
21. Comfortably Numb (Gilmour/Waters)
22. Run Like Hell (Gilmour/Waters)

## Előadók
- David Gilmour – gitár, ének
- Richard Wright – billentyűsök, ének
- Nick Mason – dob

közreműködnek
- Jon Carin – billentyűsök, ének
- Guy Pratt – basszusgitár, ének
- Gary Wallis – ütős hangszerek
- Tim Renwick – gitár, ének
- Dick Parry – szaxofon
- Sam Brown – háttérének
- Claudia Fontaine – háttérének
- Durga McBroom – háttérének

## Érdekességek
- Amíg az albumot több koncert anyagából szerkesztették össze, addig a film egy előadás.
- A tükör gömb, amit a Comfortably Numb végén használnak, az egyik legnagyobb a világon. A 4,9 méter átmérőjű gömb 21,3 méter magasból emelkedik le, mielőtt kinyílik 7,3 méter szélesre.
- A Shine On You Crazy Diamond, a Brain Damage és az Eclipse alatt eredetileg Roger Waters énekel, míg a koncerten David Gilmour.
- Az Another Brick in the Wall (Part 2) című dalban az ének (eredetileg Gilmour és Waters között) megoszlik Gilmour és Guy Pratt között.
- Az eredeti felvételen Clare Torry egyedül énekli a The Great Gig in the Sky-t, a koncerten három énekesnő osztozik ezen: Sam Brown, Claudia Fontaine és Durga McBroom.
- A Comfortably Numb doktoros részében (eredetileg ez Watersé) Richard Wright, Jon Carin és Guy Pratt énekel.
- A Run Like Hell bevezetőjében Gilmour játszik néhány részt Vera Lynn dalából a We'll Meet Againből, utalva ezzel a The Wall albumra.
- A zenei DVD-k eladási listáján az első helyen nyitott Ausztráliában, Ausztriában, Belgiumban, Dániában, Franciaországban, Hollandiában, Írországban, Olaszországban, Norvégiában, Portugáliában, Spanyolországban, Svédországban, Svájcban, az Egyesült Királyságban és az Egyesült Államokban. Az USA-ban az első heti eladási mutatók alapján a három legjobban fogyott DVD között volt.
- A borítóját Storm Thorgerson tervezte, aki már több évtizede dolgozik együtt a Pink Floyddal.